# جون س. شيلدز
جون س. شيلدز (بالإنجليزية: John C. Shields)‏ هو قاضي أمريكي، ولد في 21 يناير 1848 في مقاطعة ليفينغستون في الولايات المتحدة، وتوفي في 2 مايو 1892 في فولرفيل في الولايات المتحدة.